# Нова ера Z
«Нова ера Z» (англ. The Girl with All the Gifts) — британський постапокаліптичний фільм жахів режисера Колма Маккарті, що вийшов 2016 року. Стрічка є екранізацією роману Майка Кері і розповідає про боротьбу землян проти таємничого грибка, що перетворює людей на зомбі. У головних ролях Джемма Артертон, Сеннія Нануа, Гленн Клоуз.
Вперше фільм продемонстрували 3 серпня 2016 року у Швейцарії на міжнародному кінофестивалі у Локарно, а в Україні у широкому кінопрокаті показ фільму має розпочатися 24 листопада 2016 року.

## У ролях
| Актор            | Персонаж          | Роль               |
| ---------------- | ----------------- | ------------------ |
| Джемма Артертон  | Гелен Джастіно    | вчителька          |
| Сеннія Нануа     | Мелані            | обдарована дівчина |
| Педді Консідайн  | Едді Паркс        | сержант            |
| Гленн Клоуз      | Керолайн Колдвелл | науковець          |
| Анамарія Маринка | Селкірк           | науковець          |
| Фісайо Акінаде   | Кіран Галлахер    | рядовий            |
| Домінік Тіппер   | Девані            | рядовий            |

## Створення фільму

### Знімальна група
- Кінорежисер — Колм Маккарті
- Сценарист — Майк Кері
- Кінопродюсери — Каміль Гетін і Енгус Ламонт
- Виконавчі продюсери — Вілл Кларк, Річард Голмс, Енді Мейсон, Крістофер Молл
- Композитор — Крістобаль Тапія де Веер
- Кінооператор — Саймон Денніс
- Кіномонтаж — Меттью Каннінгс
- Підбір акторів — Колін Джонс
- Художник-постановник — Крістіан Мілстед
- Артдиректор — Філіп Барбер
- Художник по костюмах — Ліза Брейсі[6].

### Виробництво
Знімання фільму розпочали 17 травня 2015 року і завершили 3 липня 2015 року.

## Сприйняття

### Оцінки і критика
Фільм отримав схвальні відгуки: Rotten Tomatoes дав оцінку 82 % на основі 45 відгуків від критиків (середня оцінка 7,2/10) і 76 % від глядачів зі середньою оцінкою 3,8/5 (1 387 голосів). Загалом на сайті фільм має схвальні оцінки, фільму зарахований «стиглий помідор» від кінокритиків і «попкорн» від глядачів, Metacritic — 73/100 (9 відгуків критиків). Загалом на цьому ресурсі від критиків фільм отримав схвальні відгуки, IGN — 8,5/10 (чудовий), Internet Movie Database — 7,3/10 (2 703 голоси).

### Касові збори
Під час показу в Україні, що розпочався 24 листопада 2016 року, протягом першого тижня на фільм було продано 14 593 квитки, фільм показали у 103 кінотеатрах і він зібрав 1 054 508 ₴, що на той час дозволило йому зайняти 4 місце серед усіх прем'єр.

### Нагороди та номінації

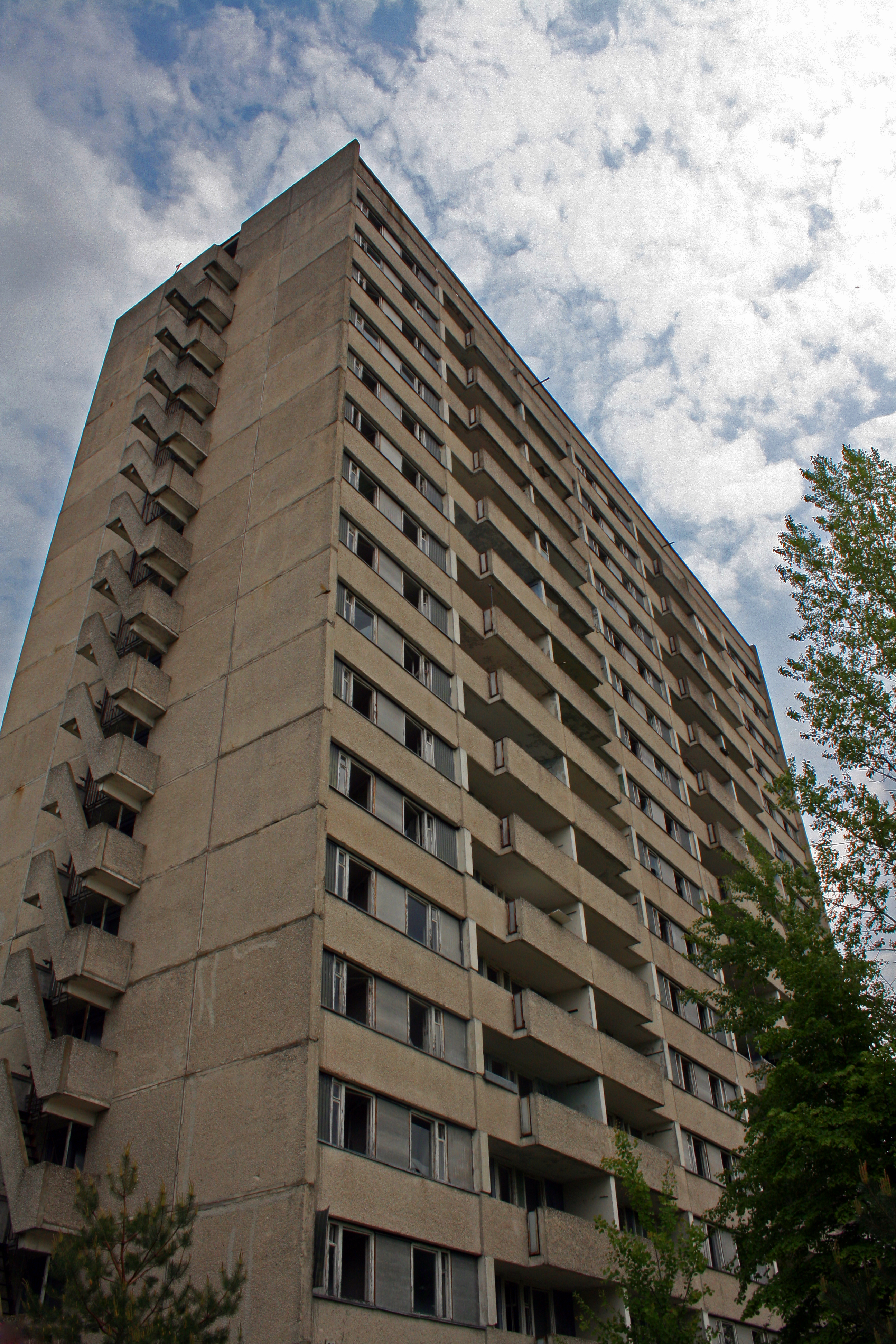
Закинутий житловий будинок в Прип'яті, тип якого можна побачити в офіційному міжнародному до фільму

| Номінації і перемоги фільму «Нова ера Z» | Номінації і перемоги фільму «Нова ера Z»                                | Номінації і перемоги фільму «Нова ера Z» | Номінації і перемоги фільму «Нова ера Z» | Номінації і перемоги фільму «Нова ера Z» | Номінації і перемоги фільму «Нова ера Z» |
| Рік                                      | Кінопремія / Кінофестиваль                                              | Категорія / Нагорода                     | Номінант                                 | Результат                                | Дж                                       |
| ---------------------------------------- | ----------------------------------------------------------------------- | ---------------------------------------- | ---------------------------------------- | ---------------------------------------- | ---------------------------------------- |
| 2016                                     | Fantastic Fest                                                          | Найкращий режисер фільму жахів           | Колм Маккарті                            | Перемога                                 | [ 14 ]                                   |
| 2016                                     | 18-та щорічна церемонія вручення «Премії британського незалежного кіно» | Найкраща акторка другого плану           | Джемма Артертон                          | Номінація                                | [ 15 ] [ 16 ]                            |

## Цікаві факти
Частково місцем знімання була Україна. Як міський краєвид Лондону, були використані кадри зняті дроном в містах Прип'ять та Чорнобиль.     

### Виноски
1. ↑  The Girl with All the Gifts (англ.). British Board of Film Classification. Процитовано 27 жовтня 2016.
2. ↑  The Girl with All the Gifts: Release Info (англ.). Internet Movie Database. Процитовано 27 жовтня 2016.
3. 1 2  Нова ера Z. Kino-teatr.ua. Процитовано 27 жовтня 2016.
4. ↑  http://www.boxofficemojo.com/movies/?page=intl&id=girlwithallthegifts.htm
5. ↑  Boyd van Hoeij (3 серпня 2016). 'The Girl With All the Gifts': Locarno Review (англ.). The Hollywood Reporter. Процитовано 27 жовтня 2016.
6. ↑  The Girl with All the Gifts: Full Cast & Crew (англ.). Internet Movie Database. Процитовано 27 жовтня 2016.
7. ↑  The Orbit Team (13 травня 2015). Production starts on the movie of The Girl with All the Gifts (англ.). Orbit. Процитовано 27 жовтня 2016.
8. ↑  SSN Insider Staff (6 липня 2015). On the Set for 7/6/15: J.K. Simmons Starts Shooting The Runaround, Sam Raimi Produced Thriller Rolls Camerasr (англ.). SSN Insider. Архів оригіналу за 13 листопада 2015. Процитовано 27 жовтня 2016.
9. ↑  The Girl with All the Gifts (англ.). Rotten Tomatoes. Процитовано 28 жовтня 2016.
10. ↑  The Girl with All the Gifts (англ.). Metacritic. Процитовано 28 жовтня 2016.
11. ↑  Leigh Singer (22 вересня  2016). The Girl with All the Gifts review (англ.). IGN.com. Архів оригіналу за 1 жовтня 2016. Процитовано 28 жовтня 2016.
12. ↑  The Girl with All the Gifts (англ.). Internet Movie Database. Процитовано 28 жовтня 2016.
13. ↑  Олексій Першко (29 листопада 2016). Бокс-Офіс 47 (2016). Kino-teatr.ua. Процитовано 29 листопада 2016.
14. ↑  Meredith Borders (30 вересня 2016). Report From Fantastic Fest Day Eight - And The 2016 Fantastic Fest Awards! (англ.). Fantastic Fest. Архів оригіналу за 29 жовтня 2016. Процитовано 29 жовтня 2016.
15. ↑  BIFA 2016 Awards: Nominations (англ.). BIFA. Архів оригіналу за 1 грудня 2016. Процитовано 1 грудня 2016.
16. ↑  Liz Calvario (4 грудня 2016). 2016 British Independent Film Awards: Full Winners List (англ.). IndieWire. Архів оригіналу за 6 грудня 2016. Процитовано 19 грудня 2016.
17. ↑  The Girl with All the Gifts: Filming Locations. Internet Movie Database. Процитовано 06 січня 2016.